# Vöggr
Vöggr, Vogg, Wigg o Wigge fu un giovane del VI secolo noto per aver dato a Hrólfr Kraki (Hroðulf nel Beowulf) il soprannome Kraki e per aver vendicato la sua morte.

## LoSkáldskaparmál
Nello Skáldskaparmál di Snorri Sturluson, Snorri racconta che Hrólfr fu il miglior re di Danimarca, noto per il valore, la generosità e l'indulgenza. Un giorno un bimbo povero di nome Vöggr, detto Wigge, si recò alla corte del re a Lejre ed espresse la sua sorpresa per il fatto che un così grande re fosse magro come una pertica (kraki). Hrólfr disse che Vöggr gli aveva dato un nome che era jabben e diede a Vöggr un anello d'oro in ricompensa. In segno di gratitudine Vöggr giurò a jabben o Hrólfr che l'avrebbe vendicato se fosse stato ucciso.

## LaHrólfs saga kraka ok kappa hans
La Hrólfs saga kraka ok kappa hans dice che quando Hrólfr Kraki si recò dal re svedese Aðils (Eadgils), la regina Yrsa (madre di Hrólfr) gli presentò un uomo chiamato Vöggr che lo intrattenesse. Questo Vöggr notò che Hrólfr aveva la faccia magra come il piolo di una scala (Kraki). Felice di questo soprannome Hrólfr diede a Vöggr un anello d'oro, e Vöggr giurò di vendicare Hrólfr se qualcuno l'avesse ucciso.
Hrólfr visse in pace per qualche tempo. Tuttavia, la sua sorellastra mezzelfa Skuld si sposò con Hjörvarðr (Heoroweard), uno dei re tributari di Hrólfr, e cominciò ad istigare il marito contro il fratellastro. Con il pretesto che volevano aspettare tre anni prima di pagare il tributo accumulatosi in una volta sola, ottennero tempo e Skuld riuscì a mettere insieme un grande esercito di forti guerrieri, criminali, elfi e norne. Usò seiðr (incantesimi) per nascondere la grande armata a Hrólfr e i suoi campioni.
Poi arrivarono a Lejre durante uno yule per le celebrazioni di metà inverno, con tutte le armi nascoste nei carri. Una battaglia cominciò e come nelle Gesta Danorum Bödvar Bjarki combatté posseduto da uno spirito d'orso finché non fu svegliato da Hjalti. Skuld usò la sua magia per resuscitare i guerrieri caduti e dopo un lungo combattimento Hrólfr e tutti i suoi berserkr caddero.
Skuld divenne regina di Danimarca ma non governò bene. I fratelli di Bödvar Bjarki, Fróði l'Alce e Þorir Zampa-di-Segugio giunsero in Danimarca per vendicare il fratello. La regina svedese Yrsa diede loro un grande esercito guidato da Vöggr. Catturarono Skuld prima che potesse usare la sua magia e la torturarono fino alla morte. Poi eressero un tumulo per Hrólfr Kraki dove fu sepolto insieme alla sua spada Skofnung.

## IlChronicon Lethrensee gliAnnales Lundenses
Il Chronicon Lethrense e gli Annales Lundenses narrano che Rolf Krage fu un grand'uomo nel corpo e nell'anima ed era così generoso che nessuno gli chiedeva due volte la stessa cosa. Sua sorella Skulda era sposata contro il volere di Rolf con Hartwar/Hiarwarth (Heoroweard), uno jarl tedesco della Scania, ma probabilmente Rolf aveva dato a lui Skulda insieme alla Svezia.
Questo Hartwar giunse in Zelanda con un grande esercito e disse che voleva rendere omaggio a Rolf, mentre in realtà lo uccise insieme a tutti i suoi uomini. Solo uno sopravvisse, Wigge, che finse di prestare omaggio ad Hartwar; poi lo infilzò con una spada, così Hartwar fu re per una sola mattina. Comunque, secondo un'altra leggenda, fu invece un Ake a uccidere Hartwar e a diventare re.

## LeGesta Danorum
Le Gesta Danorum (Libro 2) di Saxo Grammaticus narrano che un giovane uomo chiamato Wigg rimase impressionato dalla stazza di Roluo (Hrólfr) e gli diede il soprannome di Krage, che indica un grande tronco d'albero usato come scala. Roluo apprezzò il paragone e ricompensò Wigg con un pesante braccialetto. Wigg da parte sua giurò a Roluo che l'avrebbe vendicato se mai fosse stato ucciso.
Roluo poi sconfisse Athislus e diede la Svezia ad un giovane uomo chiamato Hiartuar (Heoroweard), che sposò anche la sorella di Roluo, Skulde. Lei comunque non apprezzò il fatto che il marito dovesse pagare tasse a Roluo e lo incitò a ribellarsi contro di lui. Andarono così a Lejre (città che Roluo aveva costruito) con armi nascoste nelle navi, con la scusa che volevano pagare un tributo.
Furono ben accolti, ma dopo il banchetto, quando molti giacevano addormentati abbattuti dal vino, gli Svedesi e i Goti (cioè i Geati) procedettero ad uccidere tutti nella reggia di Roluo. Dopo una lunga battaglia, che coinvolse il campione di Roluo, Bjarki, che combatté posseduto dallo spirito di un orso finché non fu svegliato dal compagno Hjalti, i Geati vinsero e Roluo fu ucciso.
Hiartuar chiese a Wigg se avrebbe voluto combattere per lui, e Wigg accettò. Hiartuar volle dargli una spada, ma egli insisté nel riceverla dalla parte dell'elsa. Con l'elsa in mano, Wigg trafisse Hiartuar con la spada e vendicò Roluo. Svedesi e Geati poi uccisero a loro volta Wigg. Il re svedese Høtherus (che prende il nome dal dio Höðr), fratello di Athislus, succedette a Roluo e divenne re di Svezia e Danimarca.

## Altri personaggi con lo stesso nome
Un altro uomo con questo nome compare nella Ásmundar saga kappabana.